# Wuluo (köpinghuvudort i Kina, Guizhou Sheng, lat 28,09, long 108,79)
Wuluo (kinesiska: 乌罗, 乌罗镇) är en köpinghuvudort i Kina. Den ligger i provinsen Guizhou, i den sydvästra delen av landet, omkring 270 kilometer nordost om provinshuvudstaden Guiyang. Antalet invånare är 19 521. Befolkningen består av 9 281 kvinnor och 10 240 män. Barn under 15 år utgör 27,0 %, vuxna 15-64 år 61 %, och äldre över 65 år 10,0 %.